# クルクルランド
『クルクルランド』 (Clu Clu Land) は、1984年11月に任天堂から発売されたファミリーコンピュータ用のゲームソフトである。

## 概要
主人公である球形の生物グルッピーが、不思議な力の働く「クルクルランド」に隠された金塊を見つけ出すというストーリーのアクションゲーム（ジャンルとしてはドットイートゲームの変形といえる）。
同年12月には業務用ゲーム版として、任天堂のシステム基板「VS.システム」版の『クルクルランド』が任天堂より発売された。当時のロムカセット版以上にもなる大容量ロムの領域を存分に使い、カセット版には無かった金塊の配置（各ステージ4種ずつ増えている）、ステージBGMの変更（曲調は『ピンク・空・黄』、『緑・紫』で異なる）、ボーナスステージBGMをロング化、ボスウニラの登場、ゲーム中に現在のステージ数を表す「LAND-**」の追加（**内は現在プレイ中のステージ数を表す）などの追加要素が多く存在する。
1992年4月28日には、ファミリーコンピュータ ディスクシステムにも書き換え専用ソフトとして登場し、アーケード版の完全移植を実現したことから、タイトル画面に「WELCOME TO NEW CLUCLU LAND」と表示される。ゲームモードとしてアーケード版と同等の仕様でプレイする「BEGINNER」、一度出現させた金塊を通過すると裏返る仕様をゲーム開始時から適用した状態でプレイする「EXPERT」がある。こちらは書き換え期間が短かったため、中古市場で価格が高騰している。本記事では特記のない限り、アーケード版とディスク版をまとめて「VS.版」と記載する。
2001年10月19日には、シャープからeコンセプトZaurusへの移植版がダウンロード発売された（『バルーンファイト』と同時発売）。
2004年5月21日には、ファミコンソフトの移植シリーズ『ファミコンミニ』の第2弾として、任天堂からゲームボーイアドバンス版が発売された。ベースはカセット版である（後述のボーナスポイントのバグは修正されている）。
ディスクシステム版が、2009年3月10日にWiiのバーチャルコンソールで、2013年6月12日にニンテンドー3DSのバーチャルコンソールで、2013年11月20日にWii Uのバーチャルコンソールで配信開始された。

## ゲーム内容

### システム
グルッピーは常に直進しており、十字キーを押した方向に手を伸ばして格子状に並んだ棒（ターンポスト）を掴みクルクル回るか、壁にぶつかってターンすることで進行方向を変えることができるという、独特の操作性が特徴。
棒の間を通過したとき、そこに隠された金塊があれば出現する。しかしゴム状の「ラバートラップ」が出現して跳ね返されることもあり、その後もそこは通過できなくなるとともに両脇の棒は使用できなくなる。その面の全ての隠された金塊を出現させることができればステージクリアとなる。カセット版ステージ22以降、アーケード版・ディスク版「BEGINNER」ではステージ23以降、ディスク版「EXPERT」ではゲーム開始時から、一度出現させた金塊を通過すると裏返ってしまう。金塊は表向きにしなければクリアできないので、一段とパズル的思考が要求される。金塊は何かの絵、もしくは何らかの規則的な配置となっている（後述）。
金塊を全て見つける前に制限時間が経過するとミスになる。また、敵キャラクター・ウニラに接触してもミスになるが、逆に衝撃波を発射して硬直させたり、その状態で壁に潰して倒すこともできる。ウニラが出現してくる穴（ブラックホール）に落ちてもミスになるが、棒をつかんでいれば上を通過することもできる。ミスにより残機が無くなるとゲームオーバーになる。
1人プレイでは、タイムを300カウント以内でクリアするとボーナスポイントが入る。
2人同時プレイも可能。このとき、金塊をより多く集めた方にボーナスポイントが入るようになる。残機は別個であり、片方がゲームオーバーとなると1人プレイとして継続される。なお、アーケード版においては、店舗側の設定により1コインで2人プレイを行うことが可能（ただし標準設定では2人プレイには2コインを要する）。ロムカセット版では操作するかタイムオーバーまで初期状態で静止していられたグルッピー（初期状態は無敵）が、アーケード版では一定時間操作が無いと強制的に動き始めるようになっている。この仕様はアーケード版の完全移植であるディスク版も同様。

### その他
- アーケード版（テーブル筐体バージョン）のインストカードに掲載されている画面写真に、1枚ファミコン版の画面写真が混ざっている。VSシステム筐体用のインストカードには、画面写真はない。
- ディスクシステム『ゼルダの伝説』（1986年）の説明書において、敵キャラクターの「デグドガ」の説明文に「大ウニラ」との記述があったため、『クルクルランド』と『ゼルダの伝説』とは世界がリンクしていると主張する説もある[要出典]。ただし、これは後に表記を「大ウニ」に訂正されている。『クルクルランド』の金塊と、『ゼルダの伝説』の通貨であるルピーのグラフィックは、同一であるように見えるが実は1ドットだけ色が違う。
- クリアした際に、画面が点滅する。特にロムカセット版・アーケード版・ディスクシステム版の各オリジナル版、並びに「ファミコンミニ12 クルクルランド」までの全ての移植版では、点滅速度が約0.2秒間隔と非常に激しいので注意が必要である（光過敏性発作を参照）。「Wii バーチャルコンソール」以降の各移植版では点滅速度が約0.6秒間隔と遅くなっている[注 1]。
- ボーナスステージでパーフェクトを取ったとき、ボーナスポイント3,000点と表記されるが、ロムカセット版ではバグのため30点しか加算されない。VS.版およびファミコンミニ版では3,000点加算されるように修正された。

## ステージ構成
ステージは（ピンク、ミドリ、ソラ、紫、黄色）の順になっており、黄色ステージをクリアすると、次回はミドリから繰り返される（ピンクは肩慣らしステージ扱いで、最初のステージでしか登場しない）。また、黄色ステージをクリアするごとにボーナスステージが挿入される（アーケード版とディスク版のBEGINNERモードでは、2面のミドリステージの後にも登場する）。金塊の配置はパターン化されており、カセット版で4種ずつ、VS.版ではさらに4種を加えた各8種ずつ、ランダムで登場する。4周目まで異なる配置パターンが登場し、4周クリアで1周目の配置に戻るので、1プレイでは4種のパターンの繰り返しになる（VS.版でも同様）。
以下にパターンとなっている図形を列挙する（《》はVS.版のみ。表記は取扱説明書の記載に拠るもので、ディスク版の取扱説明書には空ステージまでしか名前が付けられていない）。
ピンク
肩慣らしステージ。ウニラのスピードも遅い。ディスク版では中央のブラックホールもなくなっているためウニラが出現しない。
（ハート、ヒト、ハウス、カオ）《デンワ、ヒコウキ、ロケット、インベーダ》
緑
実戦的ステージ。トラップ、金塊が増えている。
（ピエロ、コンドル、マウス、スペード）《ヨット、カギ、キツネ、カサ》
空
動けるエリアが狭く、図形が複雑なので緻密な操作が求められる。ブラックホールは中心にある。
（メガネ、コアラ、バタフライ、サブマリン）《カニ、UFO、ウシ、ボウシ》
紫
最もエリアが広く、左右4隅はつながっている（右端に行くと左端へワープする）。ブラックホールが4箇所あり、隠された金塊も多い。図形は規則的で左右対称となっている。金塊が裏返るようになると最も難度が高いステージとなる。
（ホール、アルファベットのH、リボン、カギ）《オコリンボ、カワ、ダブル+、6ブロック》
黄
紫と同じく左右がつながっている。ブラックホールは中心に4箇所、トラップが多く、緻密な操作が要求される。一方、金塊の数は最も少なく、規則的なので探しやすい。また、図形が断片的なため、裏返っても紫ほど難しくならない。
（フィギャー1～4）《フィギャー5～8》
注：TEL→電話機、キー→鍵、カギ→鉤型、カワ→漢字の『川』、オコリンボ→怒った表情の顔文字、フィギャー→figure（図形）のこと。
また、ロムカセット版のマウスとバタフライは2つ並んだラバートラップがあり、そこにグルッピーが挟まって脱出不能になってしまうことがある（2人プレイの時は救出可能）。VS.版ではトラップが金塊に差し替えられたことで、若干デザインが異なる。

## 移植版
| No. | タイトル                                      | 発売日                                     | 対応機種                    | 開発元           | 発売元                 | メディア                                | 型式                                 | 売上本数           | 備考                                          |
| --- | --------------------------------------------- | ------------------------------------------ | --------------------------- | ---------------- | ---------------------- | --------------------------------------- | ------------------------------------ | ------------------ | --------------------------------------------- |
| 1   | クルクルランド                                | 1984年12月7日                              | アーケード                  | 任天堂           | 任天堂レジャーシステム | 業務用基板                              | -                                    | -                  | 任天堂VSシステム対応                          |
| 2   | クルクルランド                                | 1992年4月28日                              | ディスクシステム            | 任天堂開発第一部 | 任天堂                 | ディスクカード片面                      | FMC-CLD                              | -                  | 書き換え専用                                  |
| 3   | どうぶつの森                                  | 2001年4月14日                              | ニンテンドウ64              | 任天堂情報開発部 | 任天堂                 | 内蔵時計機能つきロムカセット            | NUS-P-NAFJ                           | 約26万本           | ミニゲームとして収録                          |
| 4   | クルクルランド                                | 2001年10月19日                             | eコンセプトZaurus           | ソニックパワード | シャープ               | ダウンロード （シャープスペースタウン） | -                                    | -                  | ロムカセット版の移植                          |
| 5   | どうぶつの森+                                 | 2001年12月14日 2002年9月15日 2004年9月24日 | ニンテンドー ゲームキューブ | 任天堂情報開発部 | 任天堂                 | 8cm光ディスク                           | DOL-P-GAFJ DOL-GAFE-USA DOL-GAFP-EUR | 約99万本 約298万本 | ミニゲームとして収録                          |
| 6   | カードe Clu Clu Land                          | 2003年4月21日                              | ゲームボーイアドバンス      | 任天堂           | 任天堂                 | カード                                  | -                                    | -                  |                                               |
| 7   | どうぶつの森e+                                | 2003年6月27日                              | ニンテンドーゲームキューブ  | 任天堂情報開発部 | 任天堂                 | 8cm光ディスク                           | DOL-P-GAEJ                           | 23万5668本         | ミニゲームとして収録                          |
| 8   | ファミコンミニ12 クルクルランド               | 2004年5月21日                              | ゲームボーイアドバンス      | 任天堂開発第一部 | 任天堂                 | ロムカセット                            | AGB-P-FCLJ(JPN)                      | -                  | ロムカセット版の移植                          |
| 9   | クルクルランド                                | 2008年9月1日 2009年3月6日 2009年3月10日    | Wii                         | 任天堂開発第一部 | 任天堂                 | ダウンロード （バーチャルコンソール）   | -                                    | -                  | ディスクシステム版の移植                      |
| 10  | クルクルランド                                | 2013年6月12日 2014年3月27日                | ニンテンドー3DS             | 任天堂開発第一部 | 任天堂                 | ダウンロード （バーチャルコンソール）   | -                                    | -                  | ディスクシステム版の移植                      |
| 11  | クルクルランド                                | INT 2013年10月17日 2013年11月20日          | Wii U                       | 任天堂開発第一部 | 任天堂                 | ダウンロード （バーチャルコンソール）   | -                                    | -                  | ディスクシステム版の移植                      |
| 12  | ファミリーコンピュータ Nintendo Switch Online | 2019年5月15日                              | Nintendo Switch             | 任天堂           | 任天堂                 | ダウンロード                            | -                                    | -                  | ディスクシステム版の移植 ロムカセット版の移植 |
| 13  | クルクルランド                                | 2019年6月28日                              | Nintendo Switch             | 任天堂           | ハムスター             | ダウンロード （アーケードアーカイブス） | -                                    | -                  | アーケード版の移植                            |

## 音楽
サウンドトラック
- 『ファミコン 20TH アニバーサリー オリジナル・サウンド・トラックス VOL.1』
2004年1月7日、サイトロン・デジタルコンテンツより発売されたCD内の一作品として収録されている。

## スタッフ
- ミュージック・コンポーザー：中塚章人
- ミュージック・プログラマー：田中宏和

## 評価
ゲーム誌『CONTINUE』では、「操作系が狂ってる。ABボタンで右手、十字ボタンで左手を出して、ステージ上の棒を軸に回転移動」、「『思うように動かせない』こと自体が、ゲームなのである」と評している。

## 関連作品
- 『スーパーマリオワールド』（1990年）
敵キャラクターのウニラが水中ステージに登場。以降もマリオシリーズ数本に出演している。
- 『どうぶつの森』シリーズ（2001年 - ）
ファミコン家具として登場し、ゲーム内ゲームとしてプレイすることができた。シリーズによって異なるが、ファミコン版とディスクシステム版を遊ぶことができる。
- 『マリオアーティストシリーズ』（1999年 - ）
コミュニケーションキットで『クルクルランド』の音楽が使用されている。
- 『まわるメイドインワリオ』（2004年）、『おどる メイド イン ワリオ』（2006年）
『クルクルランド』をモチーフにしたプチゲーム（5秒程度の短いゲーム）が登場する（『まわる』では円形のステージ、『おどる』では3D風の画面）。
- 『ぶらぶらドンキー』（2005年）
操作感が『クルクルランド』と類似しており、条件を満たすと「ジャングルピック」モードにグルッピーが登場する。
- 『メイド イン 俺』（2009年）
プチゲーム製作ツール「ツクリエイター21」のゲームアニメーション用スタンプにグルッピーが存在する。
- 『大乱闘スマッシュブラザーズシリーズ』（1999年 - ）では、『X』（2008年）以降ウニラがアイテムとして登場している。